# Qadaḩ-e Bālā
Qadaḩ-e Bālā (persiska: قَدَحِ بالا) är en ort i Iran.   Den ligger i provinsen Ilam, i den västra delen av landet, 500 km sydväst om huvudstaden Teheran. Qadaḩ-e Bālā ligger 884 meter över havet och antalet invånare är 118.
Terrängen runt Qadaḩ-e Bālā är huvudsakligen kuperad, men åt sydost är den bergig. Qadaḩ-e Bālā ligger nere i en dal. Runt Qadaḩ-e Bālā är det ganska glesbefolkat, med 21 invånare per kvadratkilometer. Närmaste större samhälle är Ābdānān, 18,9 km öster om Qadaḩ-e Bālā. Trakten runt Qadaḩ-e Bālā är ofruktbar med lite eller ingen växtlighet.